# Nikolai Nikolajewitsch Andrejew (Kryptograph)
Nikolai Nikolajewitsch Andrejew (russisch Николай Николаевич Андреев; * 31. Januar 1929 in Moskau; † 26. Dezember 2006 ebenda) war ein sowjetischer und russischer Kryptograph.

## Leben
Andrejew studierte ab 1951 am Moskauer Energetischen Institut. Unmittelbar nach seinem Abschluss trat er in den KGB der UdSSR ein. Im Jahr 1953 absolvierte er die Höhere Kryptographenschule in der Hauptverwaltung des besonderen Dienstes (GUSS) im Zentralkomitee (ZK) der KPdSU.
Er leistete einen großen Beitrag zur Informationssicherheit der UdSSR, zur Entwicklung der Kryptographie und des kryptographischen Dienstes. Er war einer der Gründer der technischen Kryptographie (elektronische Kryptoanalyse) und war an der Decodierung von Dutzenden von Chiffren beteiligt. Von 1975 bis 1991 war er Leiter des 8. Hauptdirektorats des KGB der UdSSR (Schutz der technischen Kommunikationsmittel und Entwicklung von Chiffren).
Nach dem Zusammenbruch der UdSSR war er einer der Initiatoren der Schaffung von FAPSI. Seit 1991 war er Erster stellvertretender Generaldirektor der FAPSI unter dem Präsidenten der Russischen Föderation. Er trat 1994 aus dem Dienst aus.
Von 1992 bis 1998 war er Präsident der Akademie der Kryptographie der Russischen Föderation. Er ist Autor einer Vielzahl von unpublizierten, nicht für die Öffentlichkeit bestimmten wissenschaftlichen Arbeiten. Er erhielt Aufträge und Medaillen der UdSSR und der Russischen Föderation.

## Auszeichnungen
Amdreev wurde mit dem Leninpreis ausgezeichnet und ist Preisträger des Staatspreises der UdSSR.